# 신형식 (역사가)
신형식(申瀅植, 1939년~2023년 5월 18일)은 대한민국의 역사가이다. 이화여자대학교의 명예교수를 지냈으며, 한국고대사에 대해 연구하며 신라의 삼국통일에 대한 역사적 의미를 강조해왔다.

## 경력
- 1968년~1977년: 외국어대학교·성신여자대학교(강사·부교수)[2]
- 1981년~2004년: 이화여자대학교 사학과 교수[2]
- 2004년~2007년: 상명대학교 사학과 석좌교수[2]
- 1992년~1994년 역사교육연구회 회장[2]
- 1995년:~2012: 백산학회 회장[2]
- 2008년~2014년: 서울특별시사편찬위원회 위원장[2]
- 2015년~2016년 국정교과서 대표 집필자[2]

## 수상 내역
- 1990년: 제39회 서울시문화상[2]
- 2007년: 제24회 치암학술상[2]
- 2010년: 제29회 세종문화상[2]
- 2012년: 제4회 청관학술상[2]

## 저서
- 《백제사》(1992년)
- 《고구려사》(1992년)
- 《신라통사》(2004년)